# Elena Albertoni
Elena Albertoni (Bergamo, 1979) è una designer italiana.
È famosa per il design di caratteri tipografici e in particolare per i font Dolce e Dyna.

## Biografia
Studia grafica a Amiens in Francia presso l'École Supérieure d'Art et Design. Si specializza nel disegno di caratteri a Parigi con il corso DSAA Typographique all'École Estienne. Qui si dedica in particolar modo a indagare le ampie possibilità offerte dal formato OpenType, che ben si adatta al suo desiderio di creare caratteri script moderni.

## Carriera
Presso École Estienne progetta il carattere Dolce e con questo vince il Type Directors Club nel 2005. 
Nel 2004 si trasferisce a Berlino, dove lavora come designer per la FontFabrik, del designer olandese Lucas de Groot. Un anno dopo fonda, con Pascal Duez la Anatoletype. 
Nel 2007 vince nuovamente il Type Directors Club con il font Gregoria un carattere sviluppato per restituire in forma digitale la notazione medievale usata per il canto gregoriano.

## I caratteri tipografici
Elena ha creato numerosi caratteri tipografici, la maggior parte dei quali del tipo script:
- Dolce (2005)
- Dyna
- Kigara
- Scritta
- Helene
- Valora
- Schneider
- Gregoria (2007)
- Acuta (2010)
- Deja Rip e Deja Web (2010) sono caratteri bastoni e sono stati creati insieme a Fred Bordfeld
- Scritta Nuova (2011)
- Nouvelle vague (2011)
- Spinnaker (2011)
- Molle (2012) per Google Web Fonts[4]